# Lejeunea chiapasana
Lejeunea chiapasana là một loài Rêu trong họ Lejeuneaceae. Loài này được Fulford & Sharp mô tả khoa học đầu tiên năm 1990.